# 7z
7z es un formato de compresión de datos sin pérdida, con tasas muy altas que superan a las de los populares formatos zip y rar. La extensión de fichero para los archivos pertenecientes a este formato suele ser .7z. Puede utilizar diferentes algoritmos de compresión.
Es libre y fue creado e implementado por los desarrolladores del programa 7-Zip bajo la licencia GNU LGPL.
El tipo MIME de 7z es application/x-7z-compressed.

## Características
El formato 7z tiene las siguientes características:
- Abierto y de arquitectura modular (Permite utilizar cualquier método de compresión y de cifrado)
- Buen índice de compresión (Tamaño comprimido sobre tamaño sin comprimir)
- Soporte para archivos grandes (16 exabytes)
- Nombres de archivo en Unicode
- Soporte para archivos sólidos
- Compresión sólida
- Compresión de cabeceras de archivos
- Gratuito

### Cifrado
El formato 7z permite el cifrado utilizando el algoritmo AES con claves de 256-bit. Estas claves son generadas por medio de una contraseña suministrada por el usuario (creando un hash con el algoritmo SHA-256).

### Métodos de compresión
La arquitectura abierta permite que se le agreguen módulos adicionales de compresión, los que vienen en la versión estándar son:
- LZMA
- PPMD
- BCJ
- BCJ2
- Bzip2
- Deflate

## Soporte actual de 7z
La siguiente lista muestra cómo está soportado actualmente el formato 7z por los compresores digitales:
Soporte completo (compresión y descompresión)
- 7-Zip y p7zip
- 7zX
- Ark
- BetterZip
- ExtractNow
- EZ 7z
- File Roller
- IZArc (aunque sin soporte para formato Ultra comprimido o sólido)
- PeaZip
- PowerArchiver
- QuickZip
- ShellZip
- SimplyZip
- Squeez
- TUGZip
- UltimateZip
- ZipGenius

### Sólo soportan descompresión
- ALZip
- WinRAR
- Winzip
- IZArc